# Eddy Gjötterberg
Ture Axel Edvard ("Eddy") Gjötterberg, född 12 juni 1907 i Maria Magdalena församling, Stockholm, död 28 mars 1979 i Linköping, var en svensk översättare och författare.
Han var son till grosshandlaren Axel Edvard Jakobson och Tekla Peterson. 1942 angavs han vara  kontorist och delägare i AB Axel E. Jakobson, Stockholm. Enligt en ansedel på nätet var han även "Hembygdsforskare, konstnär."